# بيان الخضر العالمي

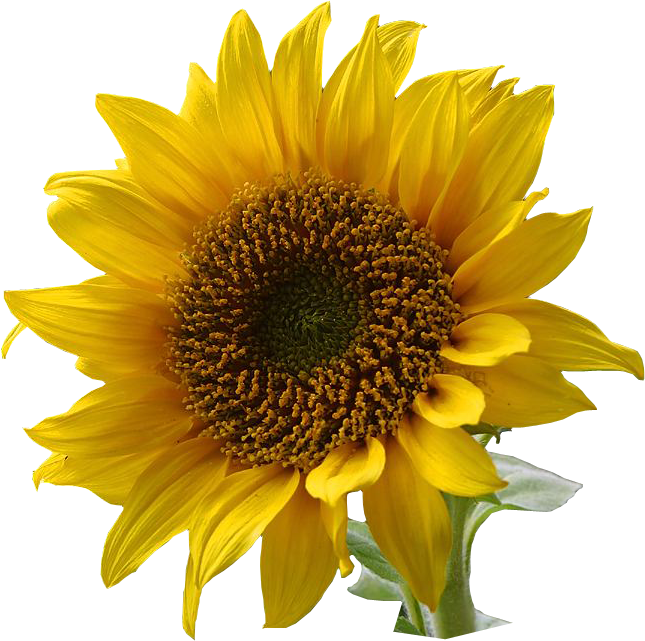

بيان الخضر العالمية هو بيان سياسي وقع عليه 800 ممثل لأحزاب الخضر من أكثر من 72 دولة. تم مناقشة مضمون البيان في أول مؤتمر للخضر العالمية في كانبيرا، أستراليا في أبريل 2001.
الأحزاب المشاركة وقعت كي تشترك عالمياً وتتمسّك بستة مبادئ أساسية:
- الحكمة البيئية
- العدالة الاجتماعية
- الديموقراطية التشاركية
- اللاعنف
- الاستدامة
- احترام التنوع

## وصلات خارجية
- نصّ البيان في لغات متعدّدة